# Malab Al Raszid
Malab Al Raszid – stadion piłkarski w Dubaju, w Zjednoczonych Emiratach Arabskich. Pojemność stadionu wynosi 18 000 widzów. Został otwarty w 1948 roku. Swoje mecze rozgrywa na nim drużyna Al-Ahli Dubaj. Na obiekcie rozegrano m.in. część spotkań młodzieżowych Mistrzostw Świata 2003 i Mistrzostw Świata U-17 2013.